# Elevador da Bica
Elevador da Bica eller Ascensor da Bica (Bicas bergbana) är en bergbana i Lissabon i Portugal. 

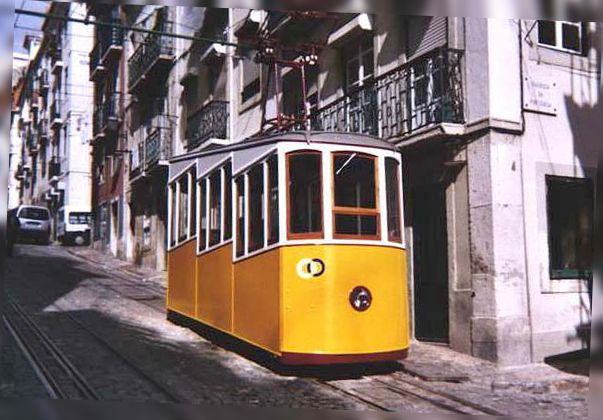
Elevador da Bica

Bergbanan, som invigdes den 28 juni 1892,
 har sin nedersta station på Rua de São Paulo och går 245 meter uppför den branta Rua da Bica till den översta stationen på Largo do Calhariz. 
Banan, med en lutning på 11,8 %, konstruerades av den portugisiska ingenjören Raoul Mesnier de Ponsard och utsågs, år 2002, till "Nationellt minnesmärke" i Portugal.
I Lissabon finns ytterligare två bergbanor:
- Ascensor da Glória, som går från S. Pedro de Alcântara till Restauradores
- Ascensor do Lavra, som går från Rua Câmara Pestana till Largo da Anunciada

Bergbanorna drivs av bussbolaget Carris